# 2020年國家聯盟冠軍賽
2020年國家聯盟冠軍賽（英語：NLCS）是美國職棒大聯盟季後賽第二輪的比賽，由國聯東區冠軍亞特蘭大勇士和國聯西區冠軍洛杉磯道奇展開對決。
由於COVID-19疫情關係，因此大聯盟使用第三方球場全球人壽球場做為國家聯盟冠軍賽的比賽場地。這個系列賽也是大聯盟該年第一個開放觀眾入場的系列賽。

## 洛杉磯道奇對亞特蘭大勇士
| 場次 | 客隊         | 比分  | 主隊         | 日期     | 場地         | 觀眾人數 |
| ---- | ------------ | ----- | ------------ | -------- | ------------ | -------- |
| 1    | 亞特蘭大勇士 | 5：1  | 洛杉磯道奇   | 10月12日 | 全球人壽球場 | 10700    |
| 2    | 亞特蘭大勇士 | 8：7  | 洛杉磯道奇   | 10月13日 | 全球人壽球場 | 10624    |
| 3    | 洛杉磯道奇   | 15：3 | 亞特蘭大勇士 | 10月14日 | 全球人壽球場 | 10664    |
| 4    | 洛杉磯道奇   | 2：10 | 亞特蘭大勇士 | 10月15日 | 全球人壽球場 | 11044    |
| 5    | 洛杉磯道奇   | 7：3  | 亞特蘭大勇士 | 10月16日 | 全球人壽球場 | 11119    |
| 6    | 亞特蘭大勇士 | 1：3  | 洛杉磯道奇   | 10月17日 | 全球人壽球場 | 10772    |
| 7    | 亞特蘭大勇士 | 3：4  | 洛杉磯道奇   | 10月18日 | 全球人壽球場 | 10920    |

### 10月12日 第一場
德克薩斯州，阿靈頓，全球人壽球場
| 亞特蘭大勇士 | 1 | 0 | 0 | 0 | 0 | 0 | 0 | 0 | 4 | 5 | 8 | 0 |
| 洛杉磯道奇 | 0 | 0 | 0 | 0 | 1 | 0 | 0 | 0 | 0 | 1 | 4 | 0 |
| 勝投： Will Smith(1–0) 敗投： 布萊克·崔南(0–1) 全壘打： 勇士：弗萊迪·弗里曼(1上,1分)、Austin Riley(9上,1分)、奧西·艾爾比斯(9上,2分) 道奇：安立奎·赫南德茲(5下,1分) |   |   |   |   |   |   |   |   |   |   |   |   |

勇士跟道奇國聯冠軍賽第1戰就打得難分難解，前8局1比1平手，
9局上勇士由9棒奧斯汀·萊利(Austin Riley)率先開轟，
5棒奧西·艾爾比斯補上2分砲，終場5比1擊敗道奇搶下頭香。這是道奇在今年季後賽吞下的第1敗。

### 10月13日 第二場
德克薩斯州，阿靈頓，全球人壽球場
| 亞特蘭大勇士 | 0 | 0 | 0 | 2 | 4 | 0 | 1 | 0 | 1 | 8 | 10 | 1 |
| 洛杉磯道奇 | 0 | 0 | 0 | 0 | 0 | 0 | 3 | 0 | 4 | 7 | 10 | 0 |
| 勝投： Tyler Matzek(1–0) 敗投： Tony Gonsolin(0–1) 救援成功： 馬克·梅蘭森（1） 全壘打： 勇士：弗萊迪·弗里曼(4上,2分)、奧西·艾爾比斯(9上,1分) 道奇：柯瑞·席格(7下,3分)、麥克斯·蒙西(9下,2分) |   |   |   |   |   |   |   |   |   |   |    |   |

勇士一壘手弗萊迪·弗里曼，昨在1局上率先敲出全壘打，
今又在4局上擊出右外野2分砲，加上二壘手奧西·艾爾比斯9局上也敲出陽春砲，
2人連2天開轟，儘管道奇柯瑞·席格在7局下回擊3分砲，9局下又打下1分打點，麥克斯·蒙西補上2分砲，
科迪·貝林傑再一棒三壘打，打算演出絕地大反攻，
不過A·J·波拉克擊出滾地球出局，結束道奇攻勢。終場勇士以8比7險勝道奇，在國聯冠軍賽取得2連勝。

### 10月14日 第三場
德克薩斯州，阿靈頓，全球人壽球場
| 洛杉磯道奇 | 11 | 1 | 3 | 0 | 0 | 0 | 0 | 0 | 0 | 15 | 16 | 0 |
| 亞特蘭大勇士 | 0  | 0 | 1 | 0 | 0 | 0 | 0 | 0 | 2 | 3  | 7  | 0 |
| 勝投： Julio Urías(1–0) 敗投： Kyle Wright(0–1) 全壘打： 道奇：賈克·彼得森(1上,3分)、Edwin Ríos(1上,1分)、麥克斯·蒙西(1上,4分)、科迪·貝林傑(2上,1分)、柯瑞·席格(3上,1分) 勇士：Cristian Pache(3下,1分) |    |   |   |   |   |   |   |   |   |    |    |   |

分區系列賽先發6局無失分的勇士凱爾·萊特（Kyle Wright），今天投了1輪卻投不完1局就退場，
9名打者從他手上敲出5安打，包括賈克·彼得森與埃德溫·里奧斯（Edwin Rios）的連續全壘打，他還送出2次保送，最後先發0.2局失7分。
接手的格蘭特·戴頓（Grant Dayton）沒能止血，對前3名打者投出2四死球被敲1安打後，遭麥克斯·蒙西滿貫砲狙擊。
總計道奇在這局以7安打灌進11分，刷新大聯盟季後賽史上單局最高得分紀錄。而道奇第1局打了14人次，則平季後賽首局紀錄。
隨後道奇在2、3局又陸續灌進4分，科迪·貝林傑與柯瑞·席格各轟出1支陽春砲，柯瑞·席格甚至打完3局就已經差三壘安打就能達成完全打擊。
道奇投手群全場則被擊出7安打，在3局下被克里斯蒂安·帕奇（Cristian Pache）轟出陽春砲丟掉1分後，直到9局下才又被勇士以密集3支安打攻下2分。
先發投手朱利奧·烏里亞斯（Julio Urias）主投5局，投出5三振2四壞，被擊出3安打失1分摘下勝投。
值得一提的是這是克里斯蒂安·帕奇（Cristian Pache）生涯首轟，他成為大聯盟史上第7位在季後賽打出生涯第1發全壘打的球員、
是其中的第3位野手。前1個生涯首轟出現在季後賽的野手，是前中華職棒洋將梅爾文·摩拉（1999年）。
前3局就攻下15分的道奇，4局後沒再有分數進帳，勇士瓦斯卡·伊諾亞（Huascar Ynoa）中繼4局投出4安打5四死球，
但直到他這場比賽投出的第92球也是最後1球才被道奇打者打出安打，讓勇士牛棚能獲得休息機會。
最終道奇以15比3大勝，他們全場擊出16支安打，其中5支全壘打，差1支而未能追平季後賽紀錄。

### 10月15日 第四場
德克薩斯州，阿靈頓，全球人壽球場
| 洛杉磯道奇 | 0 | 0 | 1 | 0 | 0 | 0 | 1 | 0 | 0 | 2  | 3  | 2 |
| 亞特蘭大勇士 | 0 | 0 | 0 | 1 | 0 | 6 | 1 | 2 | X | 10 | 14 | 0 |
| 勝投： Bryse Wilson(1–0) 敗投： 克萊頓·克蕭(0–1) 全壘打： 道奇：Edwin Ríos(3上,1分) 勇士：馬歇爾·歐祖納(4下,1分、8下,1分) |   |   |   |   |   |   |   |   |   |    |    |   |

道奇派出王牌投手克萊頓·克蕭先發，對上勇士菜鳥投手布賴斯·威爾遜（Bryse Wilson）。
3局上，道奇隊的埃德溫·里奧斯（Edwin Rios）率先擊出右外野陽春砲取得領先，但勇士隊靠著馬歇爾·歐祖納在4局下的全壘打追成平手；
７局下，馬歇爾·歐祖納又擊出單場第2轟，個人4安、4打點，勇士10比2大勝道奇，在7戰4勝的賽制取得3勝1敗聽牌優勢。

### 10月16日 第五場
德克薩斯州，阿靈頓，全球人壽球場
| 洛杉磯道奇 | 0 | 0 | 0 | 1 | 0 | 3 | 3 | 0 | 0 | 7 | 9 | 0 |
| 亞特蘭大勇士 | 1 | 1 | 0 | 0 | 0 | 0 | 0 | 1 | 0 | 3 | 7 | 0 |
| 勝投： 布萊克·崔南(1–0) 敗投： Will Smith(0–1) 全壘打： 道奇：柯瑞·席格（4上,1分、7上,2分）、Will Smith（6上,3分） 勇士：無 |   |   |   |   |   |   |   |   |   |   |   |   |

前3局道奇遭到勇士首度在季後賽先發的後援投手A.J.敏特（A.J. Minter）封鎖，
僅擊出1支安打狂吞7次三振！4局上A.J.敏特（A.J. Minter）退場，首位打者柯瑞·席格面對勇士第2任投手轟出陽春砲幫助道奇破蛋，1：2仍落1分。
6局上道奇攻勢再起，首位打者穆奇·貝茲安打上壘，1出局穆奇·貝茲盜上二壘，
下一棒賈斯汀·特納打成內野滾地球，勇士選擇傳三壘抓到穆奇·貝茲，2出局跑者退回到一壘。
勇士更換左投威爾·史密斯（Will Smith），他保送了面對的首位打者，挨了道奇同名捕手威爾·史密斯（Will Smith）1發3分砲，道奇4：2逆轉戰局。
7局上道奇連吞2K後連敲3支安打，包括柯瑞·席格單場第2支全壘打，比數變成7：2。悶了5個半局的勇士8局下攻下1分，
9局下道奇派上守護神肯利·簡森，他連飆3K結束這場比賽，道奇終場就以7比3獲勝，將系列賽逼進第6戰。

### 10月17日 第六場
德克薩斯州，阿靈頓，全球人壽球場
| 亞特蘭大勇士 | 0 | 0 | 0 | 0 | 0 | 0 | 1 | 0 | 0 | 1 | 9 | 0 |
| 洛杉磯道奇 | 3 | 0 | 0 | 0 | 0 | 0 | 0 | 0 | X | 3 | 9 | 1 |
| 勝投： 沃克·布勒(1–0) 敗投： 麥克斯·弗里德(0–1) 救援成功： 肯利·簡森（1） 全壘打： 勇士：無 道奇：柯瑞·席格（1下,1分）、賈斯汀·特納（1下,1分） |   |   |   |   |   |   |   |   |   |   |   |   |

比賽開始沒多久，1局下1出局後，柯瑞·席格選擇麥克斯·弗里德所投出的第2球轟出右外野陽春砲，
下一棒的賈斯汀·特納同樣挑第2球攻擊，將小白球送出中外野全壘打牆，迫使勇士教練團不得不喊暫停上前瞭解狀況，
麥克斯·弗里德卻依舊沒回神，先保送下一棒的麥克斯·蒙西，再連續被威爾·史密斯（Will Smith）、科迪·貝林傑連敲2安，失掉第3分。
勇士打線雖然在第2局力圖反攻，前3名上場打者連續擊出安打攻佔滿壘，
不過沃克·布勒此時發揮三振功力，先連續K掉2人後，再讓下一棒打者擊出游擊滾地球，成功化解失分危機。
此後雙方都受制於對方先發投手球路，無法再有有效攻勢，直到7局上道奇把沃克·布勒換下場，
由布萊克·崔南替後，才分別被尼克·馬卡克斯、小羅納德·阿庫尼亞敲出三壘安打與二壘安打掉分，
9局上終結者肯利·簡森則僅用6球就解決3名打者，拿下救援成功，終場以3比1擊敗亞特蘭大勇士，
在系列賽扳成3比3平手，明天將進行最後決戰，勝者將打入世界大賽。

### 10月18日 第七場
德克薩斯州，阿靈頓，全球人壽球場
| 亞特蘭大勇士 | 1 | 1 | 0 | 1 | 0 | 0 | 0 | 0 | 0 | 3 | 3  | 0 |
| 洛杉磯道奇 | 0 | 0 | 2 | 0 | 0 | 1 | 1 | 0 | X | 4 | 10 | 0 |
| 勝投： Julio Urías(1–0) 敗投： Chris Martin(0–1) 全壘打： 勇士：丹斯比·史瓦森（2上,1分） 道奇：安立奎·赫南德茲（6下,1分）、科迪·貝林傑（7下,1分） |   |   |   |   |   |   |   |   |   |   |    |   |

首局勇士隊的小羅納德·阿庫尼亞一上場就選到保送，又跑出關鍵盜壘，
馬歇爾·歐祖納適時一棒送回分數，接著2局上丹斯比·史瓦森敲出超大號陽春砲再拿1分。
3局下2出局，道奇展開反擊。賈斯汀·特納選到保送，接著麥克斯·蒙西、
威爾·史密斯（Will Smith）接連敲出穿越安打送回2分追平，打破勇士菜鳥先發伊恩·安德森(Ian Anderson）季後賽18.1局沒有失分的紀錄，他此役主投3局被敲5安失2分。
4局上，奧西·艾爾比斯、丹斯比·史瓦森都選到保送，奧斯汀·萊利（Austin Riley）敲安超前分，
道奇換投布萊克·崔南讓尼克·馬卡克斯敲出滾地球，靠著勇士跑壘失誤製造雙殺，避免再失分。
5局上，勇士隊的弗萊迪·弗里曼對著中繼投手布萊克·崔南敲出一發超深遠飛球，
眼看就要飛離全壘打牆，但被穆奇·貝茲適時一跳接殺，不僅澆熄勇士隊的反攻氣焰，也帶起道奇隊的氣勢。
6局下，勇士換上A.J.敏特（A.J. Minter）登板，結果被代打安立奎·赫南德茲敲出陽春砲，
幫助道奇追平比分。7局下，道奇隊靠著科迪·貝林傑的本季季後賽第三轟，幫助道奇反超比數。
加上牛棚朱利奧·烏里亞斯（Julio Urias）成功關門，道奇最終以4比3奪勝。四年內三度挺進世界大賽，將在世界大賽上與光芒對決。